# Xiamen
Xiamen (chinesisch 廈門市 / 厦门市, Pinyin Xiàmén Shì; veraltet: Amoy) ist eine Küstenstadt im Südosten der Volksrepublik China und im Süden der Provinz Fujian. Sie ist eine der 15 provinzunmittelbaren Städte des Landes und verfügt damit als Kommune über mehr Kompetenzen als die Provinzhauptstadt Fuzhou. Ihr Zentrum liegt auf einer dem Festland vorgelagerten Insel gleichen Namens und verfügt über einen internationalen Flughafen. Nach der Volkszählung 2020 hatte die Agglomeration von Xiamen 5,16 Millionen Einwohner.

## Allgemeines
Xiamen ist auch bekannt unter dem lokalen Namen Amoy, der gleichzeitig der Name des dortigen Dialekts ist. Die Stadt gehört zu den ökonomischen Zentren des chinesischen Küstengebietes. Xiamen hat den Beinamen Kranich-Stadt, weil sich angeblich durchziehende Kraniche hier niedergelassen hatten. Vor der Insel Xiamen liegt das berühmte Inselchen Gulangyu (鼓浪屿), das zum Stadtbezirk Siming gehört. Das Klima der Stadt ist subtropisch, die Jahresdurchschnittstemperatur liegt bei 21 °C.
Bedingt durch dieses subtropische Klima, kann es in den Monaten Juli bis September vermehrt zu heftigen Taifunen kommen.
Am 14. September 2016 zog der Taifun „Meranti“ über die südchinesische Küstenprovinz Fujian direkt über Taiwan, Gulangyu und Xiamen weiter ins Landesinnere, wo er ein Bild der Verwüstung hinterließ. Es war der stärkste Taifun seit etwa sechs Jahrzehnten.
Das höchste Gebäude ist das Xiamen International Centre.

## Administrative Gliederung
Xiamen setzt sich auf Kreisebene aus sechs Stadtbezirken zusammen. Zwei dieser Stadtbezirke – Siming und Huli – nehmen die Insel Xiamen (inklusive Gulangyu) ein (Stand: 2020):
- Stadtbezirk Siming 思明区, 85 km², 1.073.315 Einwohner, Süden der Xiamen-Insel
- Stadtbezirk Huli 湖里区, 77 km², 1.036.974 Einwohner, Norden der Xiamen-Insel
- Stadtbezirk Haicang 海沧区, 219 km², 582.519 Einwohner, im Südwesten
- Stadtbezirk Jimei 集美区, 274 km², 1.036.987 Einwohner, im mittleren Westen
- Stadtbezirk Tong’an 同安区, 671 km², 855.920 Einwohner, im Nordwesten
- Stadtbezirk Xiang’an 翔安区, 435 km², 578.255 Einwohner, im Nordosten

## Bevölkerung
Der Zensus des Jahres 2000 zählte 2.053.070 Einwohner Xiamens.
| Name des Volkes | Einwohner | Anteil  |
| --------------- | --------- | ------- |
| Han             | 2.028.169 | 98,79 % |
| She             | 7.115     | 0,35 %  |
| Hui             | 4.770     | 0,23 %  |
| Tujia           | 4.490     | 0,22 %  |
| Miao            | 2.766     | 0,13 %  |
| Zhuang          | 1.070     | 0,05 %  |
| Mandschu        | 946       | 0,05 %  |
| Mongolen        | 874       | 0,04 %  |
| Dong            | 689       | 0,03 %  |
| Koreaner        | 509       | 0,02 %  |
| Bouyei          | 324       | 0,02 %  |
| Sonstige        | 1.348     | 0,07 %  |

Die lokale Sprache ist ein Dialekt des Hokkien.
Bevölkerungsentwicklung der Agglomeration laut UN
| Jahr | Einwohnerzahl |
| ---- | ------------- |
| 1950 | 193.000       |
| 1960 | 317.000       |
| 1970 | 418.000       |
| 1980 | 491.000       |
| 1990 | 639.000       |
| 2000 | 1.416.000     |
| 2010 | 3.040.000     |
| 2017 | 3.521.000     |

## Klima
|                       | Jan  | Feb  | Mär  | Apr  | Mai  | Jun  | Jul  | Aug  | Sep  | Okt  | Nov  | Dez  |   |      |
| Mittl. Tagesmax. (°C) | 16,8 | 16,5 | 18,8 | 23,0 | 26,7 | 29,4 | 32,4 | 32,2 | 30,7 | 27,4 | 23,4 | 19,1 | ⌀ | 24,7 |
| Mittl. Tagesmin. (°C) | 9,7  | 9,8  | 11,9 | 16,1 | 20,3 | 23,3 | 25,3 | 25,2 | 23,8 | 20,5 | 16,4 | 11,7 | ⌀ | 17,9 |
|                       |      |      |      |      |      |      |      |      |      |      |      |      |   |      |
| Niederschlag (mm)     | 37   | 65   | 99   | 147  | 152  | 196  | 140  | 155  | 117  | 29   | 37   | 25   | Σ | 1199 |
|                       |      |      |      |      |      |      |      |      |      |      |      |      |   |      |
| Regentage (d)         | 8    | 13   | 17   | 16   | 16   | 14   | 10   | 10   | 11   | 3    | 5    | 4    | Σ | 127  |

| 9,7 |

| 9,8 |

| 11,9 |

| 16,1 |

| 20,3 |

| 23,3 |

| 25,3 |

| 25,2 |

| 23,8 |

| 20,5 |

| 16,4 |

| 11,7 |

| 9,7 |

| 9,8 |

| 11,9 |

| 16,1 |

| 20,3 |

| 23,3 |

| 25,3 |

| 25,2 |

| 23,8 |

| 20,5 |

| 16,4 |

| 11,7 |

## Geschichte
Im Jahre 1313 begannen Franziskaner mit der Mission in Xiamen. Xiamen wurde seit 1541 von Europäern als Handelshafen genutzt und war im 19. Jahrhundert der Hauptexporthafen für Tee. Xiamen war bis zu seinem Rückzug vor der Qing-Dynastie nach Taiwan der letzte Stützpunkt von Zheng Chenggong (genannt Koxinga), der als Kriegsherr der Ming-Dynastie und Piratenanführer bekannt wurde.
Mit dem Vertrag von Nanjing (1842), der den Ersten Opiumkrieg beendete, wurde Xiamen einer der für Großbritannien geöffneten Vertragshäfen.

## Wirtschaft

### Übersicht

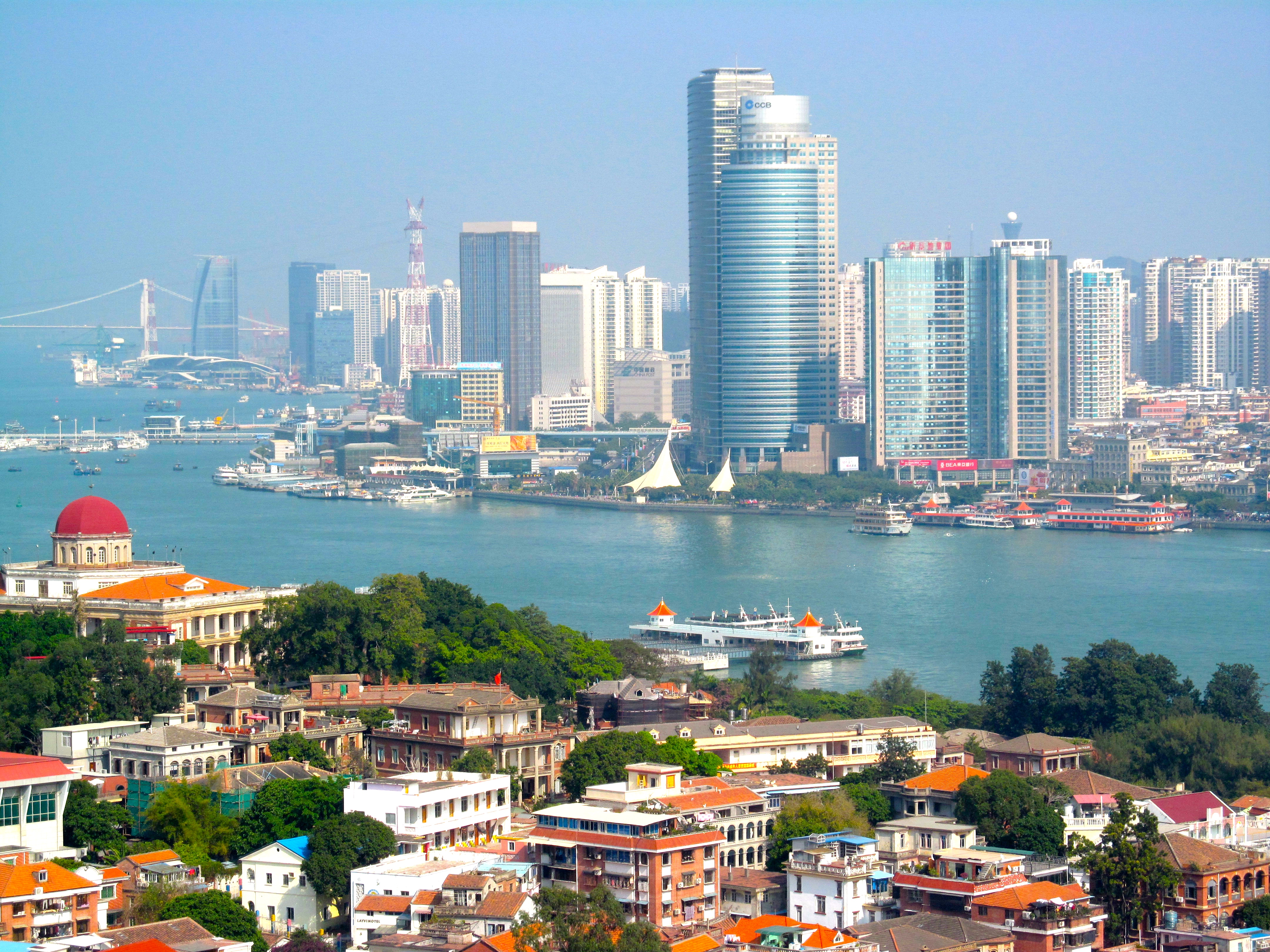
Zentrum von Xiamen

1981 wurde Xiamen eine der ersten vier Sonderwirtschaftszonen Chinas. Seit 2001 bestehen im Rahmen der Three Mini Links regelmäßige Post-, Transport- und Handelsverbindungen zur nahe gelegenen von der Republik China auf Taiwan kontrollierten Insel Kinmen.
Wirtschaftliche Daten:
- Bruttoinlandsprodukt: 64,8 Milliarden ¥ Renminbi
- Bruttoinlandsprodukt pro Kopf: 42.270 ¥ Renminbi – Platz 1 in Fujian
- Exporte: 8.793 Millionen US-Dollar
- Importe: 6.391 Millionen US-Dollar

Das Bruttoinlandsprodukt pro Kopf liegt hier um ein Mehrfaches über dem Durchschnitt der Provinz.

Zahlen: Fujian Statistical Yearbook 2003 (Zahlen von 2002)

### Unternehmen
Im Großraum Xiamen haben sich zahlreiche Betriebe der Elektroindustrie niedergelassen, so auch die Xiamen Hongfa Electroacoustic Co. Ltd, die Relais und elektronische Bauteile – etwa für Haushaltsgeräte – für den Weltmarkt herstellt, unter anderem für den deutschen Markt. Ebenso dort ansässig ist das auch auf dem europäischen Markt aktive Unternehmen King Long (einer der größten Omnibushersteller der Welt), sowie die Neonlite Electronic & Lighting (H. K.) Ltd. die für die deutsche IDV GmbH Energiesparlampen herstellt (siehe auch Megaman).
Xiamen ist außerdem ein Schwerpunkt für die Fahrradindustrie insbesondere Carbonverarbeitung und Bikesharing-Anbieter. In und um die Stadt befinden sich verschiedene Weltmarktführer für die Herstellung von Fahrradrahmen aus Carbon. Der Trend begann in den 2000er und 2010er Jahren und wurde durch die Nähe zu Taiwan, in der sich klassischerweise ein Schwerpunkt der Fahrradindustrie befindet, vereinfacht.
Zu den landesweit bekannten Unternehmen aus Xiamen gehört die Fluggesellschaft Xiamen Airlines, die dem drittgrößten Fluggesellschaftsbündnis China Southern Airlines beigetreten ist. Im Logo von Xiamen Airlines ist ein Kranich zu sehen, der auf die Kraniche von Xiamen (s. o.) zurückgeht.
Im Jahre 2012 gab die Staatliche Kommission für Entwicklung und Reform die Genehmigung zum Bau der U-Bahn Xiamen. Die erste Linie wurde im Dezember 2017 eröffnet. Die langfristigen Planungen sehen insgesamt elf Linien mit einer Gesamtlänge von 404 km und 188 Stationen vor; zusätzlich zu den im Betrieb befindlichen beiden Linien sind per Sommer 2019 drei weitere in Bau oder Planung.

### Hafen
2010 schloss sich der Hafen von Xiamen mit dem benachbarten Hafen Zhangzhou zusammen. Dieser größte Umschlagplatz im Südosten Chinas hatte im Jahr 2013 einen Seegüter-Umschlag von 191 Mio. Tonnen, davon 8,1 Mio. TEU, und war damit der achtgrößte Containerhafen Chinas. Weltweit befindet sich der Containerhafen von Xiamen auf Platz 18.
Bis zum Jahr 2018 sollen für umgerechnet 16 Mio. US-Dollar vier Terminals mit speziellen Liegeplätzen für Kreuzfahrtschiffe ausgebaut werden.

## Bildung
Xiamen kann als einer der bedeutendsten Orte in der deutsch-chinesischen Bildungszusammenarbeit in Südchina angesehen werden.
Zahlreiche führende Universitäten sind in Xiamen angesiedelt. Zu den führenden Hochschule gehören die Xiamen-Universität, die Jimei-Universität und die Universität der Übersee-Chinesen.
Zu einer bedeutenden Partnerschaft im Bildungsbereich zählt die Hochschulkooperation zwischen der Jimei-Universität (ca. 42.000 Studenten) im Stadtbezirk Jimei und der Technischen Hochschule Wildau in Deutschland, die im Jahr 2008 unterzeichnet wurde. Seitdem hat sich ein reger Austausch zwischen den Studenten und Dozenten beider Hochschulen entwickelt.
Ebenfalls an der Jimei-Universität angesiedelt, werden jedes Jahr hunderte von chinesischen Studenten und Dozenten für ein Studium oder für Gastwissenschaften in Deutschland sprachlich vorbereitet.
Das Freshman Institute der Fachhochschule Aachen wählt seit dem Jahr 2007 in Xiamen einen Teil seiner künftigen internationalen Studenten im Rahmen eines ganztägigen Assessment Centres aus.
Die Xiamen-Universität betreibt ein Konfuzius-Institut an der Universität Trier. Im internationalen Bereich hat die von ihr veranstaltete „Xiamen Academy of International Law“, die einmal jährlich stattfindet, Bedeutung erlangt.
Die Stadt-Berufshochschule Xiamen (廈門城市職業學院 / 厦门城市职业学院,  Xiàmén Chéngshì Zhíyè Xuéyuàn, englisch Xiamen City University) unterhält freundschaftliche Kontakte zu Hochschulen in Polen, Italien und Deutschland.

## Tourismus
Im Jahr 2002 besuchten 673.718 Touristen die Stadt Xiamen, auch wegen ihrer attraktiven Küstenlandschaft.
Bedeutendes Ausflugsziel Xiamens ist die nur wenige hundert Meter entfernt liegende Insel Gulangyu, die autofrei ist und die den Blick erlaubt auf die Schulstadt Jimei sowie auf die größtenteils zu Taiwan gehörende Inselgruppe Kinmen. Die Überfahrt im Stehen mit der Personenfähre, die die Strecke in ein paar Minuten hinter sich bringt, ist nur begrenzt verfügbar (2018). Die Insel lässt sich an einem halben Tag gut „erwandern“. Die Wege sind – um sie trotz der starken Niederschläge gut begehbar zu belassen – keine Naturwege. Es gibt auf der Insel ein Orgelmuseum und ein Aviarium. Die Statue von Zheng Chenggong (genannt Koxinga) und der Sunlight Rock (63 m), letzterer mit Rundblick vom höchsten Punkt der Insel, bieten Aussichtsmöglichkeiten. Touristischer Anziehungspunkt ist auch der am Meer gelegene, im traditionellen Stil gehaltene Campus der Xiamen-Universität.
Von Xiamen aus können die Rundhäuser der Hakka im Kreis Yongding besucht werden, die 2008 von der UNESCO in die Liste des Weltkulturerbes aufgenommen wurden.
In der Stadt gibt es mit Oriental Heritage einen Freizeitpark.

## Städtepartnerschaften
- Cardiff im Vereinigten Königreich (seit 1983)
- Sasebo in Japan (seit 1983)
- Cebu auf den Philippinen (seit 1984)
- Baltimore in den Vereinigten Staaten (seit 1985)
- Wellington in Neuseeland (seit 1987)
- Penang in Malaysia (seit 1991)
- Trier in Deutschland (seit 2010)

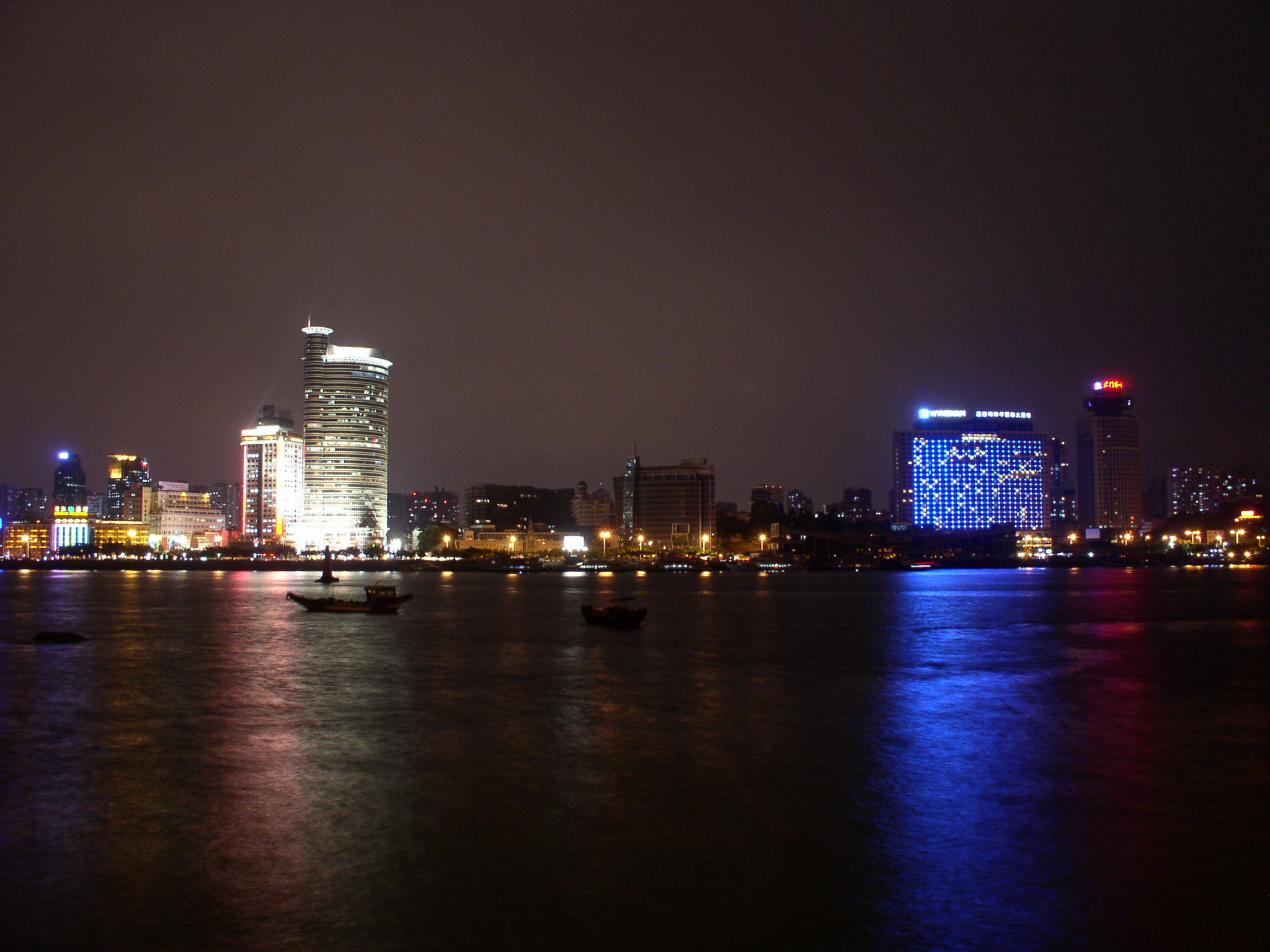
Nächtliche Skyline, Blick von Gulangyu aus
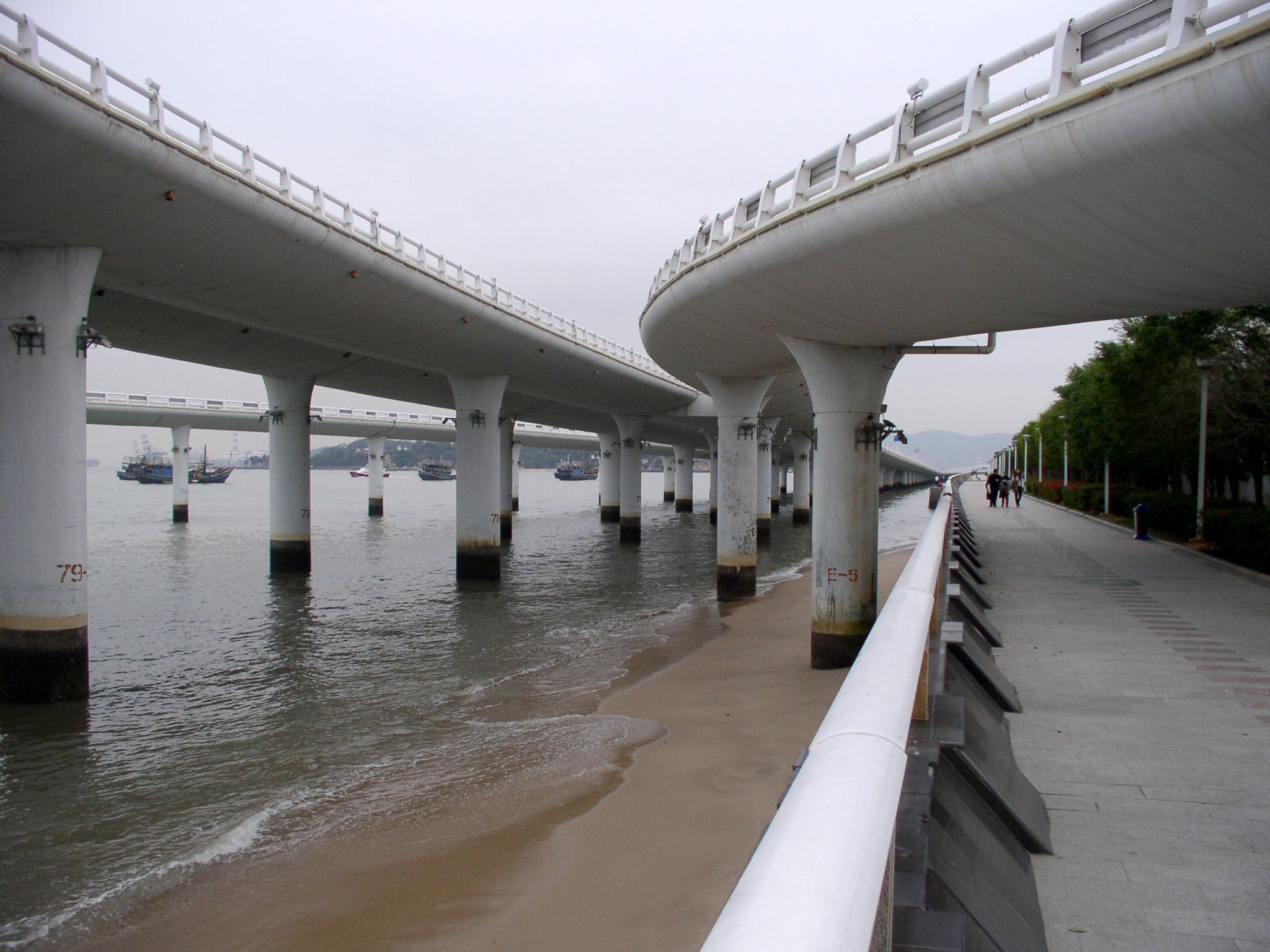
Uferpromenade mit der mehrere Kilometer parallel zur Küste verlaufenden Yanwu-Brücke
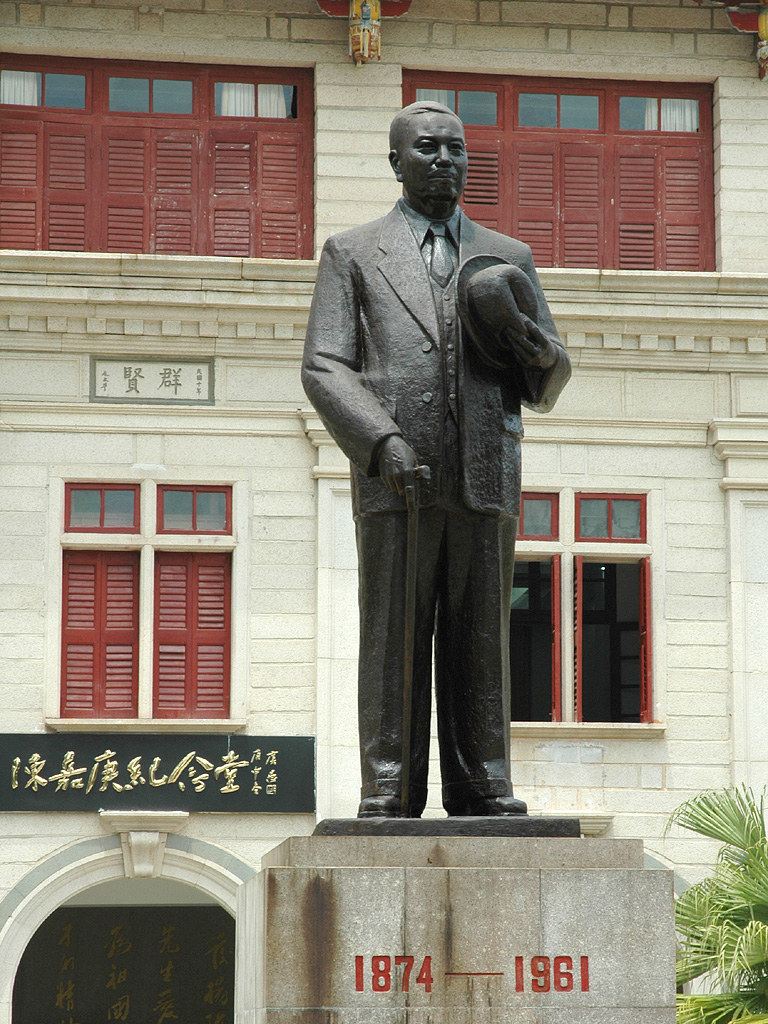
Tan Kah Kee Denkmal
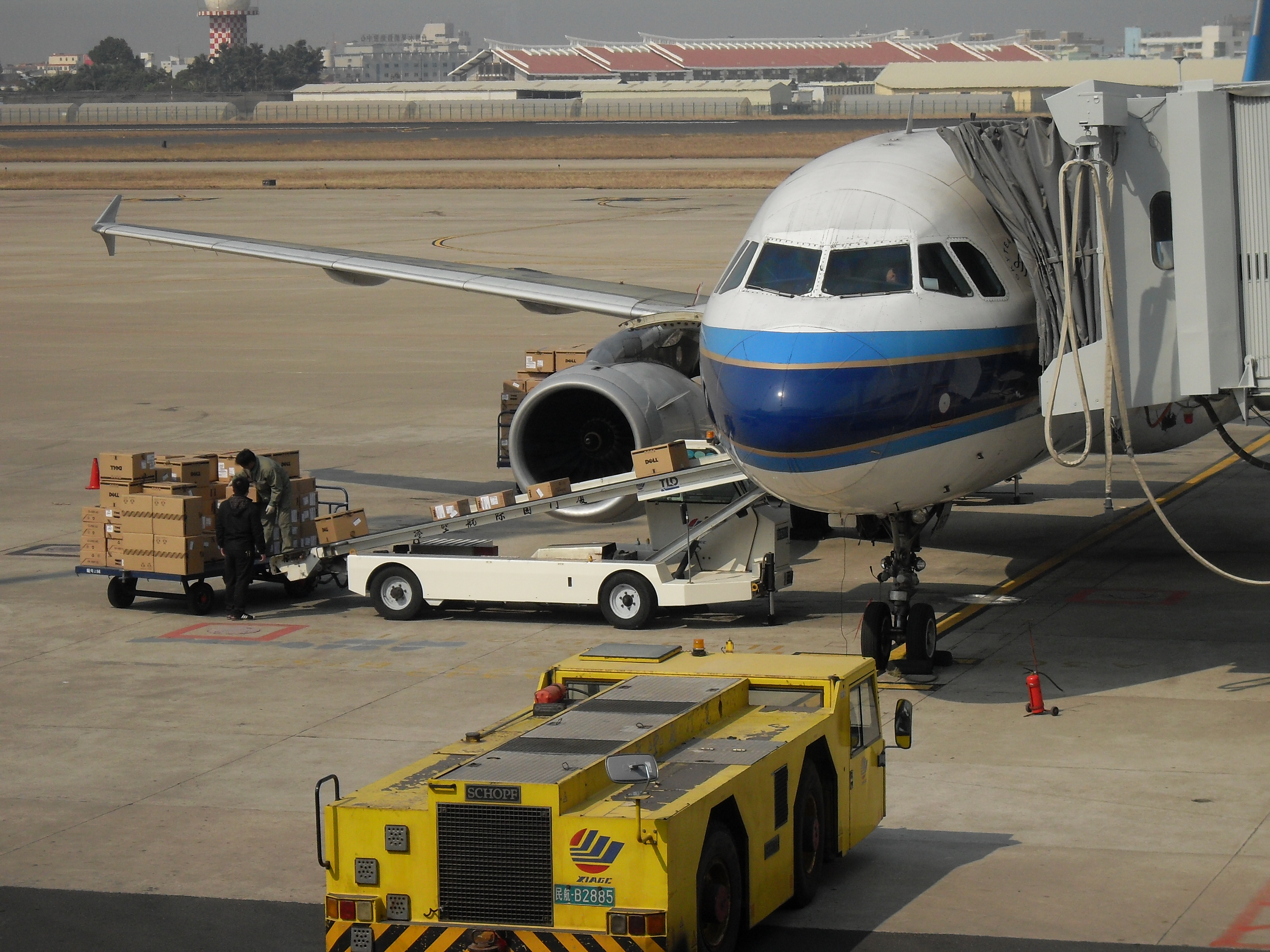
Ein Flugzeug wird auf dem Xiamen-Airport mit Dell-Computerteilen beladen
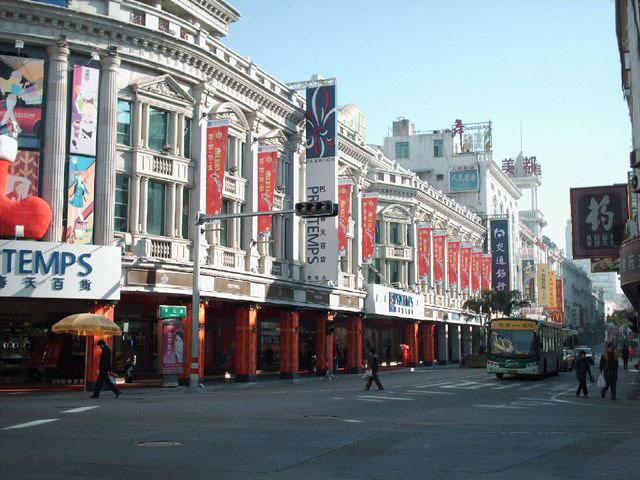
Zhongshan-Straße
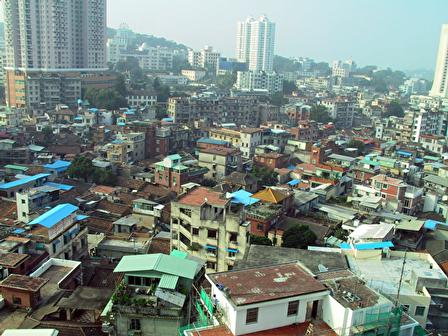
Alte und neue Gebäude in Xiamen
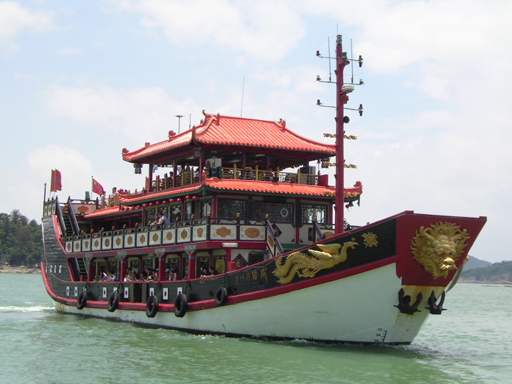
Fähre auf den Weg zur Insel Gulangyu
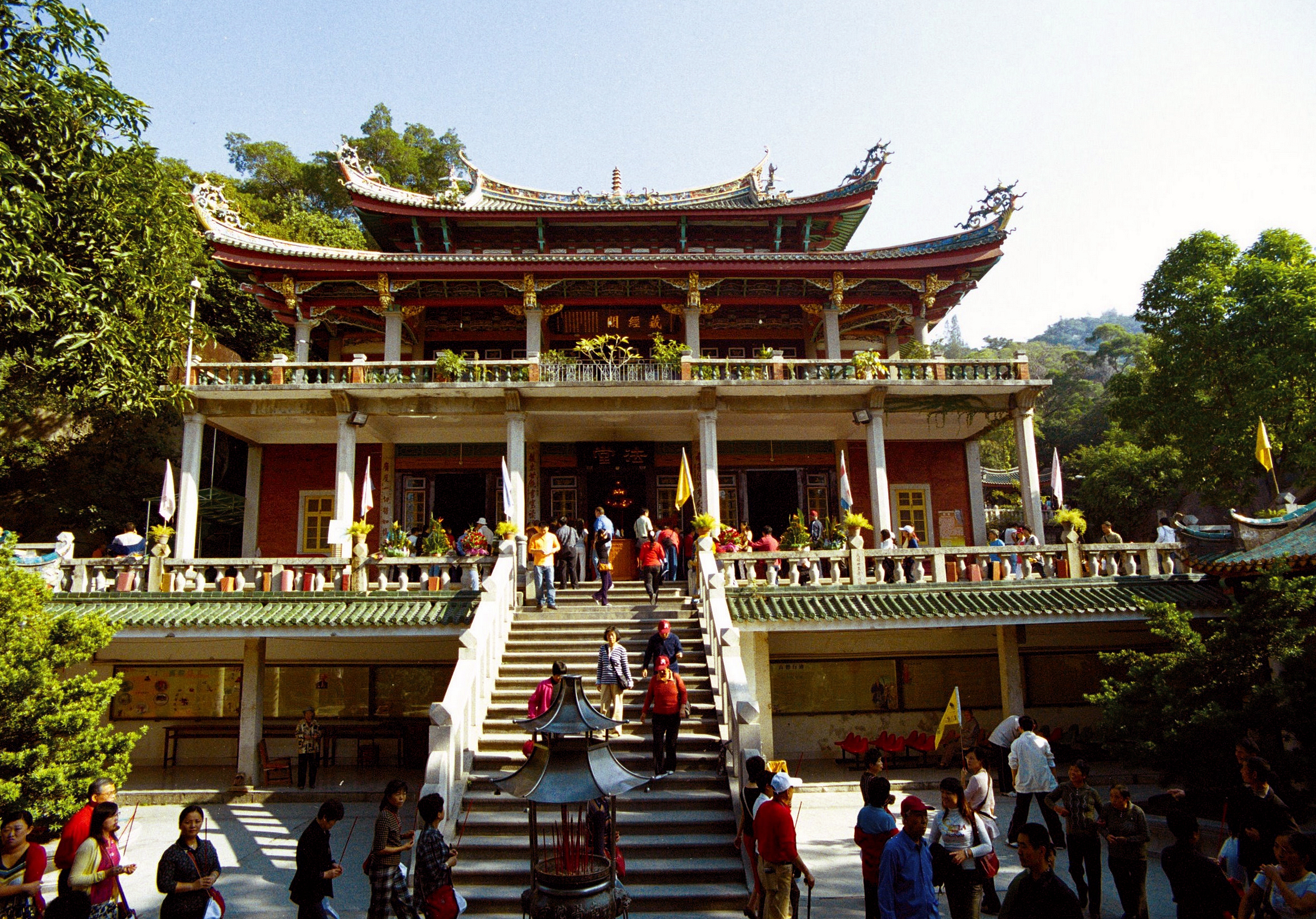
Nanputuo-Tempel

## Persönlichkeiten
- Joseph Cheng Tsai-fa (1932–2022), römisch-katholischer Geistlicher und Erzbischof von Taipeh